# Liobranchia stria
Liobranchia stria är en fiskart som beskrevs av Briggs, 1955. Liobranchia stria ingår i släktet Liobranchia och familjen dubbelsugarfiskar. Inga underarter finns listade i Catalogue of Life.